# Kurpiewskie
Kurpiewskie (prononciation : [kurˈpjɛfskʲɛ]) est un village polonais de la gmina de Lelis dans le powiat d'Ostrołęka de la voïvodie de Mazovie dans le centre-est de la Pologne.
Il se situe à environ 9 kilomètres à l'est de Lelis (siège de la gmina), 16 km au nord-est d'Ostrołęka (siège du powiat) et à 117 km au nord-est de Varsovie (capitale de la Pologne).

## Histoire
De 1975 à 1998, le village appartenait administrativement à la voïvodie d'Ostrołęka.